# Мон-Сен-Мартен (Изер)
Мон-Сен-Мартен (фр. Mont-Saint-Martin) — коммуна во Франции, находится в регионе Рона — Альпы. Департамент коммуны — Изер. Входит в состав кантона Сент-Эгрев. Округ коммуны — Гренобль.
Код INSEE коммуны — 38258. Население коммуны на 1999 год составляло 98 человек. Населённый пункт находится на высоте от 520  до 1 844  метров над уровнем моря. Муниципалитет расположен на расстоянии около 480 км юго-восточнее Парижа, 85 км юго-восточнее Лиона, 11 км северо-западнее Гренобля. Мэр коммуны — Jean Pierre Villoud, мандат действует на протяжении 2008—2014 гг.
Динамика населения (INSEE):